# Élections cantonales zurichoises de 2019
Les élections cantonales zurichoises de 2019 ont lieu le 24 mars 2019 afin de renouveler pour quatre ans les membres du parlement et du gouvernement du canton suisse du Zurich.

## Mode de scrutin

### Conseil cantonal
Le Conseil cantonal est composé de 180 membres, élus pour quatre ans au scrutin proportionnel. Les arrondissements électoraux, actuellement au nombre de dix-huit (douze districts, le district de Zurich étant divisé en six arrondissements et la ville de Winterthour formant un arrondissement autonome), sont définis au par. 86 de la loi cantonale sur les droits politiques. Depuis 2005, les sièges sont attribués selon la méthode de répartition biproportionnelle.

### Conseil d'État
Les membres du Conseil d'État sont élus au scrutin majoritaire à deux tours, pour une durée de quatre ans. Ils sont élus par le peuple depuis 1869.

## Sondages

### Conseil cantonal
| Institut | Date        | UDC   | PS    | PLR   | PVL | PES  | PDC  | PEV | AL   | UDF  | PBD  |
| -------- | ----------- | ----- | ----- | ----- | --- | ---- | ---- | --- | ---- | ---- | ---- |
| Institut | Date        |       |       |       |     |      |      |     |      |      |      |
| Sotomo   | 2 mars 2019 | 28,2% | 18,5% | 17,7% | 10% | 9,3% | 4,7% | 4%  | 2,9% | 2,4% | 1,9% |

### Conseil d'État
| Institut | Date            | Fehr (PS) | Walker (PLR) | Stocker (UDC) | Steiner (PDC) | Fehr (PS) | Rickli (UDC) | Vogel (PLR) | Neukom (PES) | Mäder (PVL) | Quadranti (PBD) | Angst (AL) | Hugentobler (PEV) | Egli (UDF) |
| -------- | --------------- | --------- | ------------ | ------------- | ------------- | --------- | ------------ | ----------- | ------------ | ----------- | --------------- | ---------- | ----------------- | ---------- |
| Institut | Date            |           |              |               |               |           |              |             |              |             |                 |            |                   |            |
| Sotomo   | 2 mars 2019     | 65%       | 54%          | 54%           | 52%           | 49%       | 44%          | 42%         | 38%          | 30%         | 24%             | 19%        | 10%               | 6%         |
| Sotomo   | 10 janvier 2019 | 65,8%     | 56%          | 56%           | 53,6%         | 49,5%     | 50%          | 40,3%       | 35%          | 28,4%       | 23%             | 17,9%      | 7,7%              | 4,7%       |

## Résultats

### Conseil cantonal
|                           |                              |       |        |       |               |        |               |  |  |
| Parti                     | Parti                        | Sigle | Voix   | %     | +/-           | Sièges | +/-           |  |  |
|                           | Union démocratique du centre | UDC   | 74 563 | 24,46 | 5,6           | 45     | 9             |  |  |
|                           | Parti socialiste             | PS    | 58 870 | 19,31 | 0,4           | 35     | 1             |  |  |
|                           | Parti libéral-radical        | PLR   | 47 747 | 15,66 | 1,7           | 29     | 2             |  |  |
|                           | Vert'libéraux                | PVL   | 39 342 | 12,91 | 5,3           | 23     | 9             |  |  |
|                           | Les Verts                    | PES   | 36 309 | 11,91 | 4,7           | 22     | 9             |  |  |
|                           | Parti démocrate-chrétien     | PDC   | 13 086 | 4,29  | 0,6           | 8      | 1             |  |  |
|                           | Parti évangélique            | PEV   | 12 928 | 4,24  | en stagnation | 8      | en stagnation |  |  |
|                           | Liste alternative            | AL    | 9 593  | 3,15  | 0,2           | 6      | 1             |  |  |
|                           | Union démocratique fédérale  | UDF   | 6 926  | 2,27  | 0,4           | 4      | 1             |  |  |
|                           | Parti bourgeois-démocratique | PBD   | 4 655  | 1,53  | 1,1           | 0      | 5             |  |  |
|                           | Parti suisse du travail      | PST   | 530    | 0,17  | Nv.           | 0      | en stagnation |  |  |
|                           | Die Guten                    | DG    | 260    | 0,09  | Nv.           | 0      | en stagnation |  |  |
|                           | Helvida                      | Hel   | 12     | 0,00  | Nv.           | 0      | en stagnation |  |  |
|                           |                              |       |        |       |               |        |               |  |  |
| Votes valides             |                              |       |        |       |               |        |               |  |  |
| Votes blancs et invalides |                              |       |        |       |               |        |               |  |  |
| Total                     | Total                        | Total |        | 100   | -             | 160    | en stagnation |  |  |
| Abstention                |                              |       |        |       |               |        |               |  |  |
| Inscrits / participation  |                              |       |        |       |               |        |               |  |  |

### Conseil d'État
| Candidats                | Candidats             | Partis | Premier tour | Premier tour |
| Candidats                | Candidats             | Partis | Voix         | Élu          |
| ------------------------ | --------------------- | ------ | ------------ | ------------ |
|                          | Mario Fehr            | PS     | 173 231      | Oui          |
|                          | Jacqueline Fehr       | PS     | 149 104      | Oui          |
|                          | Ernst Stocker         | UDC    | 140 951      | Oui          |
|                          | Silvia Steiner        | PDC    | 135 481      | Oui          |
|                          | Carmen Walker Späh    | PLR    | 126 229      | Oui          |
|                          | Martin Neukom         | PES    | 121 229      | Oui          |
|                          | Natalie Rickli        | UDC    | 116 096      | Oui          |
|                          | Thomas Vogel          | PLR    | 109 624      | Non          |
|                          | Jörg Mäder            | PVL    | 93 782       | Non          |
|                          | Walter Angst          | AL     | 81 754       | Non          |
|                          | Rosmarie Quadranti    | PBD    | 52 677       | Non          |
|                          | Hanspeter Hugentobler | PEV    | 41 860       | Non          |
|                          | Hans Egli             | UDF    | 23 702       | Non          |
|                          | Jan Linhart           | Ind    | 7 264        | Non          |
|                          | Divers                | Divers | 73 417       | Non          |
|                          |                       |        |              |              |
| Votes valides            |                       |        |              |              |
| Votes blancs             |                       |        |              |              |
| Votes nuls               |                       |        |              |              |
| Total                    |                       |        |              |              |
| Abstention               |                       |        |              |              |
| Inscrits / participation |                       |        |              |              |